# Roma (Texas)
Pour les articles homonymes, voir Roma.
Roma est une ville américaine située dans le comté de Starr, dans l’État du Texas, à la frontière entre les États-Unis et le Mexique, le long du Río Grande, face à la ville mexicaine de Ciudad Miguel Alemán (État de Tamaulipas). Sa population s’élevait à 9 765 habitants lors du recensement de 2010, estimée à 10 265 habitants en 2016.

## Source
- (en) Cet article est partiellement ou en totalité issu de l’article de Wikipédia en anglais intitulé « Roma, Texas » (voir la liste des auteurs).